# Calathea straminea
Calathea straminea là một loài thực vật có hoa trong họ Marantaceae. Loài này được Petersen mô tả khoa học đầu tiên năm 1890.